# 瀬戸石ダム
瀬戸石ダム（せといしダム）は、熊本県葦北郡芦北町と球磨郡球磨村の境、一級河川・球磨川水系球磨川本流に建設されたダム。高さ26.5メートルの重力式コンクリートダムで、電源開発 (J-POWER) の発電用ダムである。同社の水力発電所・瀬戸石発電所に送水し、最大2万キロワットの電力を発生する。

## 歴史
銚子笠に端を発し、人吉盆地・八代平野を経て八代海（不知火海）へと注ぐ球磨川は、流域全体で約20か所の水力発電所が立地し、合計最大60万キロワット以上の電力を発生することが可能となっている。急峻な地形にして降水量が豊富であり、日本三大急流の一つにも数えられている。
1949年（昭和24年）、当時の日本発送電が瀬戸石ほか数地点の調査・測量に着手。1952年（昭和27年）9月、人吉盆地より下流の球磨川中流域が、発足間もない電源開発株式会社の調査河川に指定され、1953年（昭和28年）2月に調査所を人吉に設置し、同年12月の第13回電源開発調整審議会（電調審）を経て、瀬戸石地点が正式に着工する運びとなった。水力発電に有利な条件を持ちながらも、当時の球磨川では流域全体でも約13万キロワットの開発に留まっていたのは、鉄道・漁業・流筏といったものに対する補償に多額の費用を必要としていたことによる。1955年（昭和30年）2月17日に水利使用許可が下り、1956年（昭和31年）9月29日に本工事を着工した。施工は西松建設が担当。工事中6回の洪水襲来を乗り越え、1958年（昭和33年）9月10日に瀬戸石発電所が運転を開始。総工事費は36億6,500万円であった。
瀬戸石ダムは堤高26.50メートル、堤頂長139.35メートルの重力式コンクリートダム。球磨川を挟んで左岸の芦北町と右岸の球磨村にまたがっており、芦北町（左岸）側に事務所および発電所を設けている。発電所建屋は半地下式・多床式で、発電用水車として立軸カプラン水車を採用した水車発電機を1台設置。最大134立方メートル毎秒の水を取り入れ、有効落差17.15メートルを活用し、最大2万キロワット（常時3,000キロワット）の電力を発生する。そのカプラン水車は、当時としては記録的な巨大さであった。発生した電力は8.6キロメートルの瀬戸石線を通じて九州電力神瀬支線へと送電する。魚道は2001年（平成13年）年度に設置されたもので、型式はアイスハーバー型、全長は約430メートルであり、そのうち約300メートルがトンネルおよび暗渠となっている。トンネル式魚道としては日本最大級であり、併設された「川のとっとっと館」では魚道内の生物を観察できる。
なお、熊本県は球磨川総合開発事業の一環として、1954年（昭和29年）12月に藤本発電所（荒瀬ダムを参照）を、1960年（昭和35年）3月には市房第一・第二発電所（市房ダムを参照）をそれぞれ運転開始した。藤本発電所は瀬戸石ダムの下流に位置し、戦後の電力不足を背景として熊本県企業局が最初に完成させた水力発電所であったが、2010年（平成22年）3月に運転停止し、取水元の荒瀬ダムは2018年（平成30年）3月に撤去を完了した。ダム撤去による球磨川の河川環境改善に向けた動きの中で、瀬戸石ダムの存在は未だ課題として残されている。

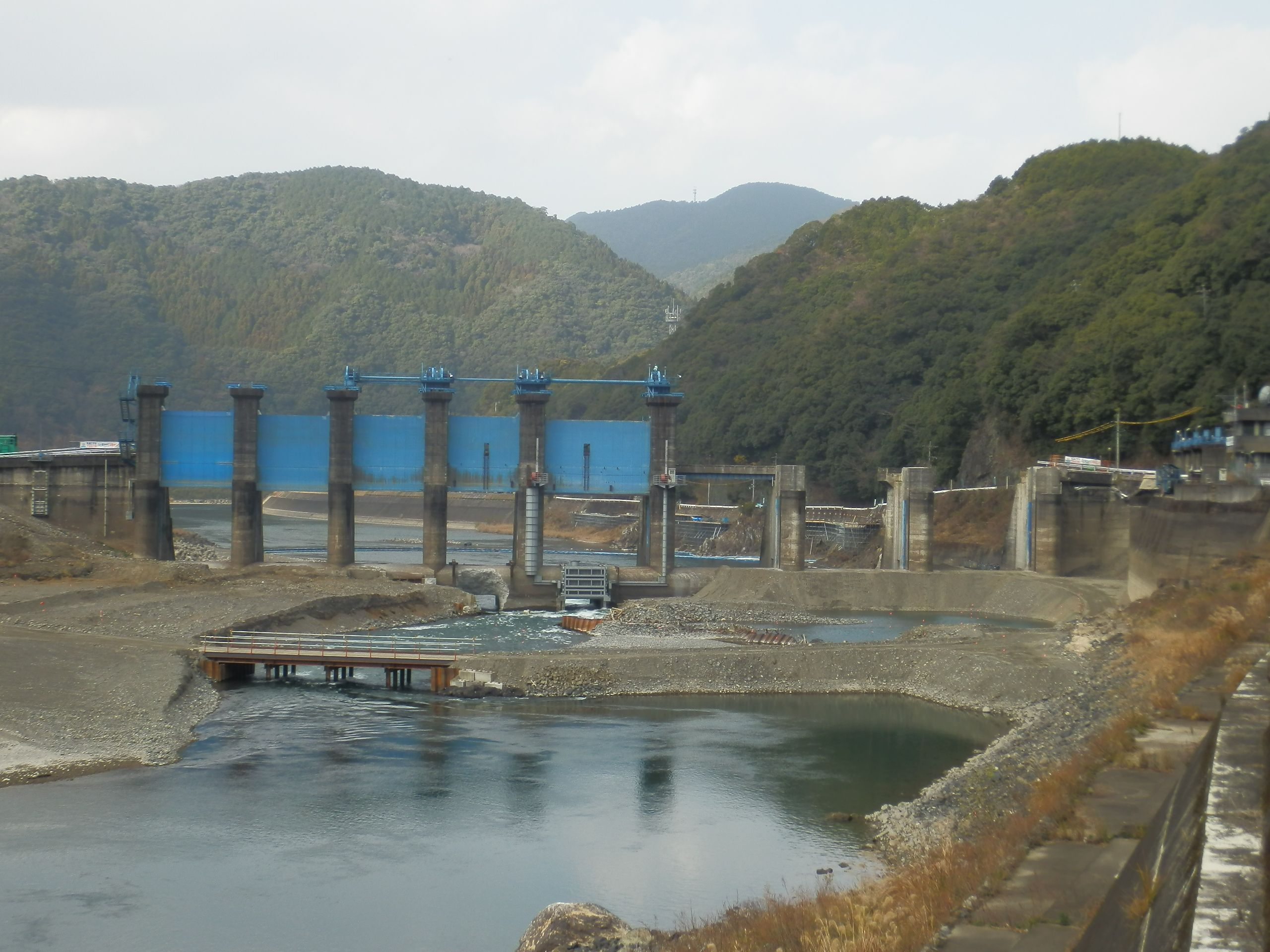
荒瀬ダム撤去工事（2014年1月）

## 諸問題

### 洪水

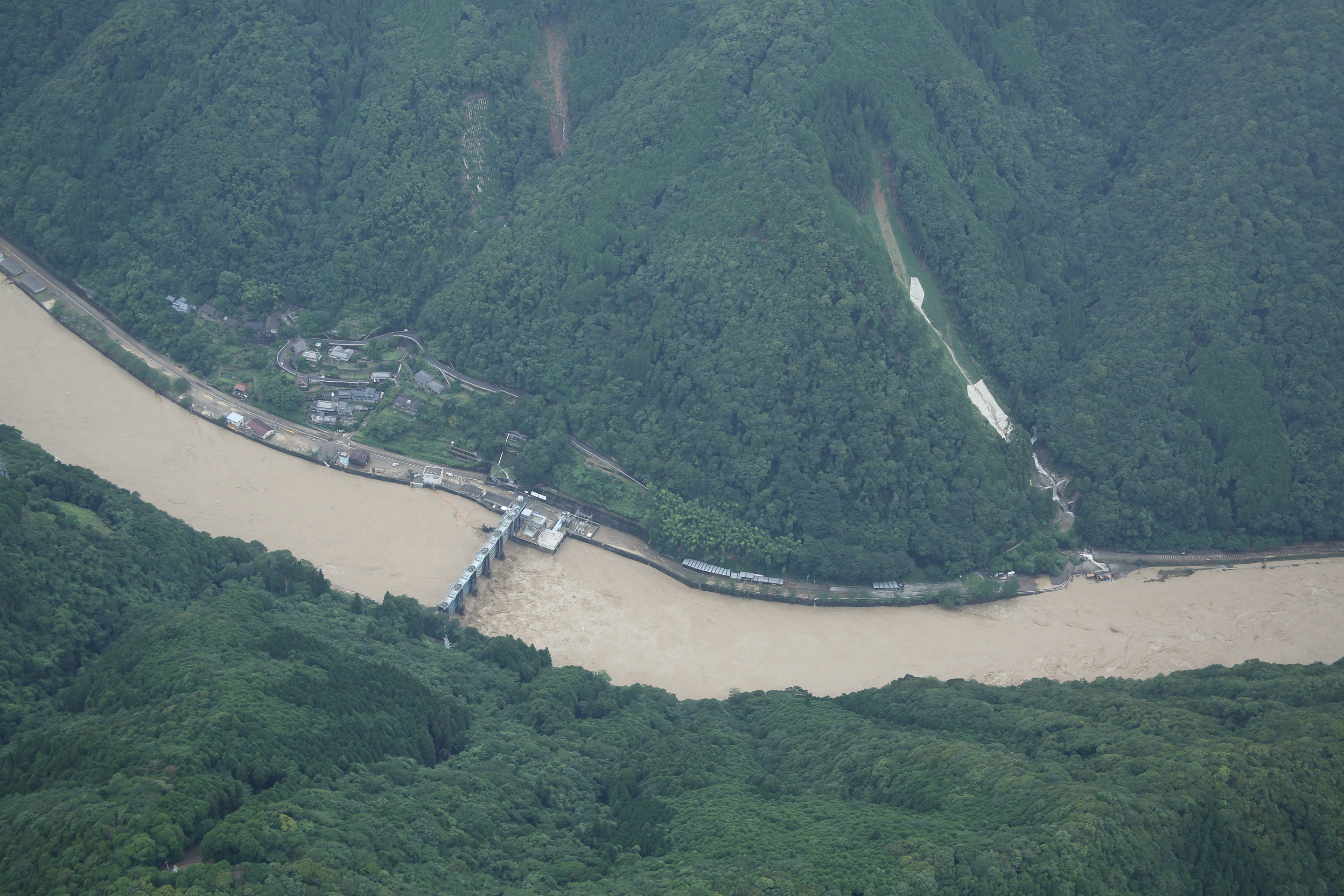
令和2年7月豪雨直後の瀬戸石ダム空撮（国土地理院、2020年7月4日15時31分撮影）

2020年7月3日から4日にかけての雨雲の動き（下が球磨川流域）

瀬戸石ダムは放流設備として高さ14メートル、幅15メートルの水門（ローラーゲート）を5門を設置し、6,000立方メートル毎秒の洪水に耐える設計である。1956年に設定された基本高水のピーク流量は人吉で4,500立方メートル毎秒、八代市萩原で5,500立方メートル毎秒であり、当時としては裕度のある設計であった。1960年に完成した市房ダムは、洪水調節を行い計画高水流量を人吉で4,000立方メートル毎秒、萩原で5,000立方メートル毎秒とすることを目的の一つとしている。しかし、1965年（昭和40年）7月に計画高水流量を上回る大洪水が発生。梅雨の後期に見られる前線の停滞で豪雨に見舞われ、人吉市では市街地が浸水し、20戸余りが流される被害を受けた。これを受け、基本高水のピーク流量が人吉で7,000立方メートル毎秒、萩原で9,000立方メートル毎秒へと引き上げられた。治水対策として流域内の施設で洪水調節を行い、人吉で4,000立方メートル毎秒に抑える計画があったが、川辺川ダム建設事業は2009年（平成21年）9月に中止となった。
2020年（令和2年）7月、豪雨により人吉は過去最大級の水害に見舞われた（令和2年7月豪雨）。瀬戸石ダムでは7月2日に発電を停止し、7月4日早朝時点でゲートを全開状態とした。放流量は過去最大を更新する見通しだという。2019年（令和元年）の台風19号（令和元年東日本台風）を機に、球磨川水系では新たに5基の利水ダムが治水に協力することとなっていたが、今回の豪雨は突発的なものであったため、各利水ダムでの事前放流が実施できなかった。後日、現地を訪れた報道機関によって、瀬戸石ダム周辺に流木や土砂が堆積していること、天端の道路が冠水しズレが生じていること、管理棟や予備発電施設、さらにバックアップを担う移動式発電装置なども浸水し、危機的状況となったことが報じられた。ダムが決壊危機との報道に関して、電源開発は7月18日にプレス発表を行い、管理用道路のズレはダム本体に影響を及ぼすものではないと説明。道路を通行止めとしたこと、浸水したサイレンが未復旧であることなどについて注意を呼びかけるとともに、公表の遅延を陳謝した。
2021年（令和3年）2月19日、電源開発は令和2年7月豪雨時のピーク流入量が推定約1万立方メートル毎秒であり、そうした中でも放流操作は適切に実施したと発表した。河川水位の上昇はダム下流狭窄部に起因するもので、ダムの影響による大幅な水位上昇は認められないとした。洪水吐ゲート全開・発電所停止状態は継続。浸水で故障したダム下流放流警報設備は2021年5月末までの復旧を予定しているとした。一方、ダムの影響による水位上昇があったとする市民団体の主張もあり、熊本県は電源開発に対し引き続き説明責任を果たすよう要請した。電源開発は人吉市内の拠点からダムを遠隔操作できるよう改修するなど洪水対策を講じたとして、2022年（令和4年）5月6日より瀬戸石ダムの貯水を開始。市民団体の抗議が行われる中、瀬戸石発電所は5月17日から試運転を行い、5月29日に運転を再開した。

### 堆砂
2002年、国土交通省の定期検査で、堆砂の進行により「安全性及び機能への影響が認められ、直ちに措置を講じる必要がある」とされるA判定を受けた。熊本県は2014年（平成26年）の水利権更新時にその点に触れ、迅速かつ的確な対応を求めていた。しかし、その後も2017年までのべ8回連続して、定期検査で同じA判定が示された。
電源開発は瀬戸石ダムの堆砂に対し、毎年1回以上起こりうる2,000立方メートル毎秒以上の出水時においてダムの水位を低下させ、土砂を下流へと流す「通砂/排砂運用」や、河川流量が減少する冬に土砂の掘削・搬出（浚渫）を行うといった対策を講じているとしている。搬出した土砂は土木工事に用いられるなどされているが、地元ではダム下流の河床低下に対する懸念から、土砂を河川に還元すべきだとの声が上がっている。

## 交通アクセス
公共交通機関
最寄りのJR肥薩線・瀬戸石駅から直線距離で約1.5キロメートル。
自家用自動車
国道219号沿い。九州自動車道・八代インターチェンジから自動車で30分間。ダムカードは電源開発南九州電力所（熊本県人吉市願成寺町860-13、瀬戸石ダムから自動車で約50分間）にて配布している。

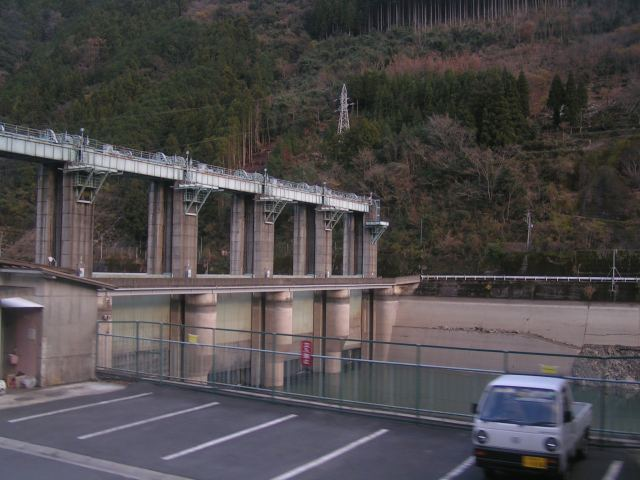
ダム上流側
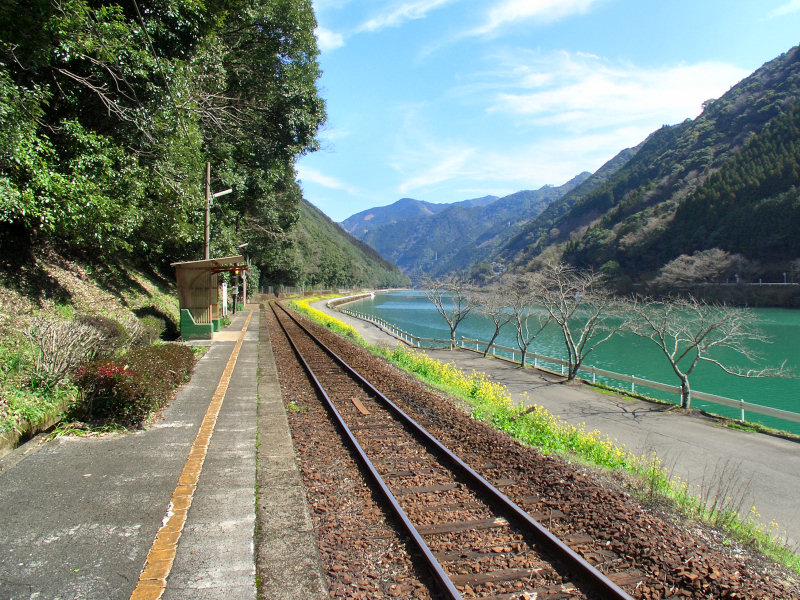
上流の海路駅より瀬戸石ダム湖
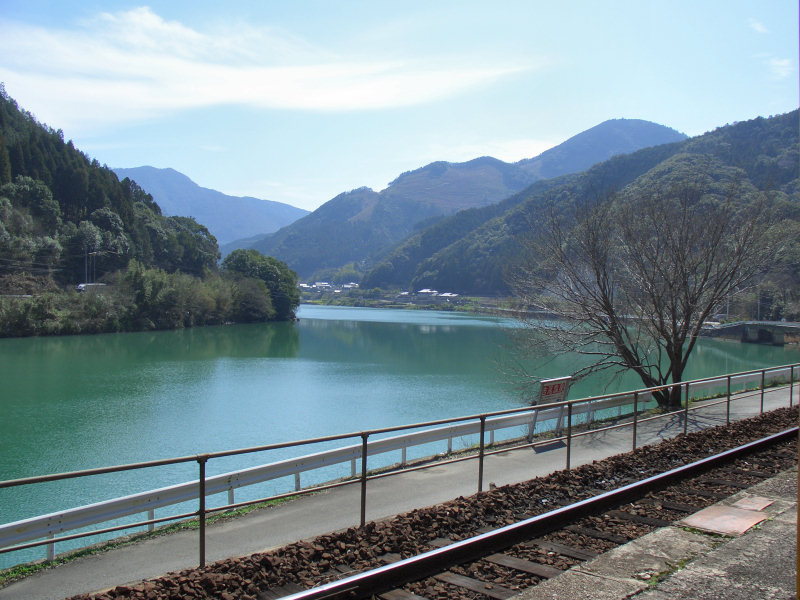
上流の吉尾駅より